# Teofilakt Symokatta

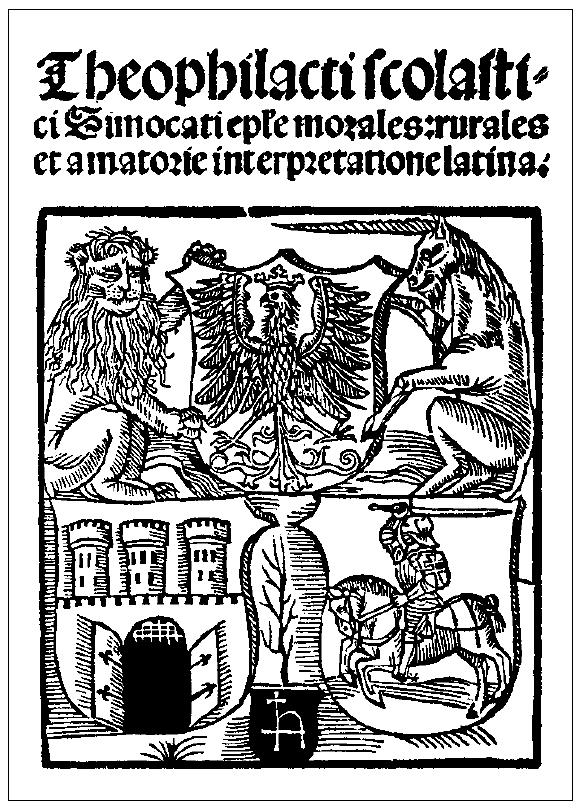
Strona tytułowa
Listów Teofilakta Symokatty z 1509

Teofilakt Symokatta, gr. Θεοφύλακτος Σιμοκάττης (Theophylaktos Simokates) albo Simokattes (żył na przełomie VI i VII wieku) – bizantyński historyk i pisarz z Egiptu.
Teofilakt Symokatta był sekretarzem cesarza Maurycjusza w latach 582–602; opisał jego panowanie w ośmiu księgach Historii (łac. Chronographia). Posługiwał się przesadnym stylem, pełnym bogatych figur retorycznych. Opisał wojny cesarza Maurycjusza ze Słowianami (wówczas docierającymi na Bałkany) i Awarami.
Napisał dialog O różnych trudnościach w naturze, w którym wyłuszczał rozmaite problemy, takie jak: „dlaczego kruki w lecie nie piją?”, albo „dlaczego krew capa zmiękcza diament”. Był także autorem charakterystyki Słowian. Według niego Słowianie byli ludem barbarzyńskim, żyjącym z hodowli i rolnictwa.
Następnego dnia zostało przez straż królewską schwytanych trzech mężów rodem Słowian (w oryg. gr. Σκλάβήνοι). Nie mieli oni przy sobie żadnego żelaza ani żadnej broni, ale nieśli w rękach gęśle, zresztą zaś niczego przy sobie nie mieli. Zatem król (cesarz Maurycjusz) rozpytywał ich o narodzie i gdzie sobie obrał siedziby, i dlaczego uwijają się około rzymskich granic. Oni zaś odpowiedzieli, że są rodem Słowianie, że zamieszkali na krańcu Oceanu Zachodniego i że Chagan aż do owych to stron wyprawił posły celem pozyskania posiłków wojennych, zasyłając władcom narodu liczne dary. Ci tedy władcy dary przyjęli, ale przymierza zawrzeć nie chcieli twierdząc, iż uciążliwa im jest dalekość pochodu; i posłali tych właśnie teraz pojmanych do Chagana, żeby się przed nim uniewinnić. Jakoż w 15 miesiącach dokonali tej podróży. Ale Chagan, niepomny na prawo posłów, postanowił przeszkodzić ich pochodowi do kraju. Oni zaś, nasłuchawszy się o narodu rzymskiego – tak z bogactw, jak z ludzkości – największej sławie (jak to śmiało rzec się godzi), skorzystali z dogodnej chwili i uszli do Tracji. Mówili dalej, że chodzą z gęślami, gdyż nie przywykli przypasywać mieczów, ponieważ kraj ich nie zna żelaza i dozwala im przeto żyć w pokoju i zgodzie, grają tedy na gęślach, nie umiejąc uderzać w trąby. Bo komu obca jest wojna, słuszna, mówili, ażeby taki podobał sobie w ćwiczeniach muzycznych. Słysząc to samowładca polubił naród i gościnnym przyjęciem zaszczycił ich, samych jednych spomiędzy wszystkich barbarów, którzy się z nim zetknęli, a podziwiając ich wzrost i dorodność ciała, odesłał ich do Heraklei. (Historie, VI, 2, 15)
Symokatta napisał też szereg fikcyjnych listów o charakterze literackim.
Mikołaj Kopernik przetłumaczył z języka greckiego na łacinę zbiór 85 listów: Teofilakta scholastyka Symokatty listy obyczajowe, sielskie i miłosne w przekładzie łacińskim (Theophilacti Scolastici Simocatti Epistole morales, rurales et amatoriae, interpretatione latina). Tłumaczenie to ukazało się drukiem w drugiej połowie 1509 w oficynie Jana Hallera w Krakowie.
W 1953 ukazało się wznowione wydanie Listów z polskim przekładem Jana Parandowskiego.

## Przekłady na język polski
- Historia powszechna, przekład, wstęp i komentarz Anna Kotłowska, Łukasz Różycki, Poznań 2016, s. 500.
- Listy obyczajowe, wiejskie i miłosne, przeł. Jan Parandowski, Warszawa 1953.
- Historia (fragm.), przeł. Halina Evert-Kappesowa, w: Upadek Cesarstwa Rzymskiego i początki feudalizmu na Zachodzie i w Bizancjum, oprac. Marian Henryk Serejski, Warszawa 1954. Materiały Źródłowe do Historii Powszechnej Epoki Feudalizmu, t. 1, red. Marian Małowist s.155–160.
- Historia (fragm.), przeł. August Bielowski, w: Monumenta Poloniae Historica, t. 1, Lwów 1864, s. 3–4 (reprint, Warszawa 1961).
- Historia (fragm.), w: Greckie i Łacińskie źródła do najstarszych dziejów Słowian, cz. 1 (do VIII w.), przeł. i oprac. Marian Plezia, Kraków 1952, Prace etnologiczne, t. 3, s. 100–117.